# SN 1992be
SN 1992be – supernowa typu II odkryta 30 września 1992 roku w galaktyce A040232+2747. W momencie odkrycia miała maksymalną jasność 17,00m.